# 灰冠文鸟
灰冠文鸟（学名：[Lonchura nevermanni] 错误：{{Lang}}：文本有斜体标记（帮助）），是梅花雀科文鸟属的一种，分布于印度尼西亚和巴布亚新几内亚。该物种的保护状况被评为无危。
灰冠文鸟的平均体重约为11.2克。栖息地包括牧草地、耕地、湿地、干燥的稀树草原、灌溉地、河流、溪流和湿润的稀树草原。